# Буркова (река)
Буркова (устар. Падь Буркова) — водоток на полуострове Камчатка в Мильковском районе России.
Длина водотока — 12 км. Впадает в реку Щапина слева на расстоянии 71 км от устья.
По данным государственного водного реестра России, относится к Анадыро-Колымскому бассейновому округу.
Код водного объекта — 19070000112120000014038.